# Marie-Luise Marjan

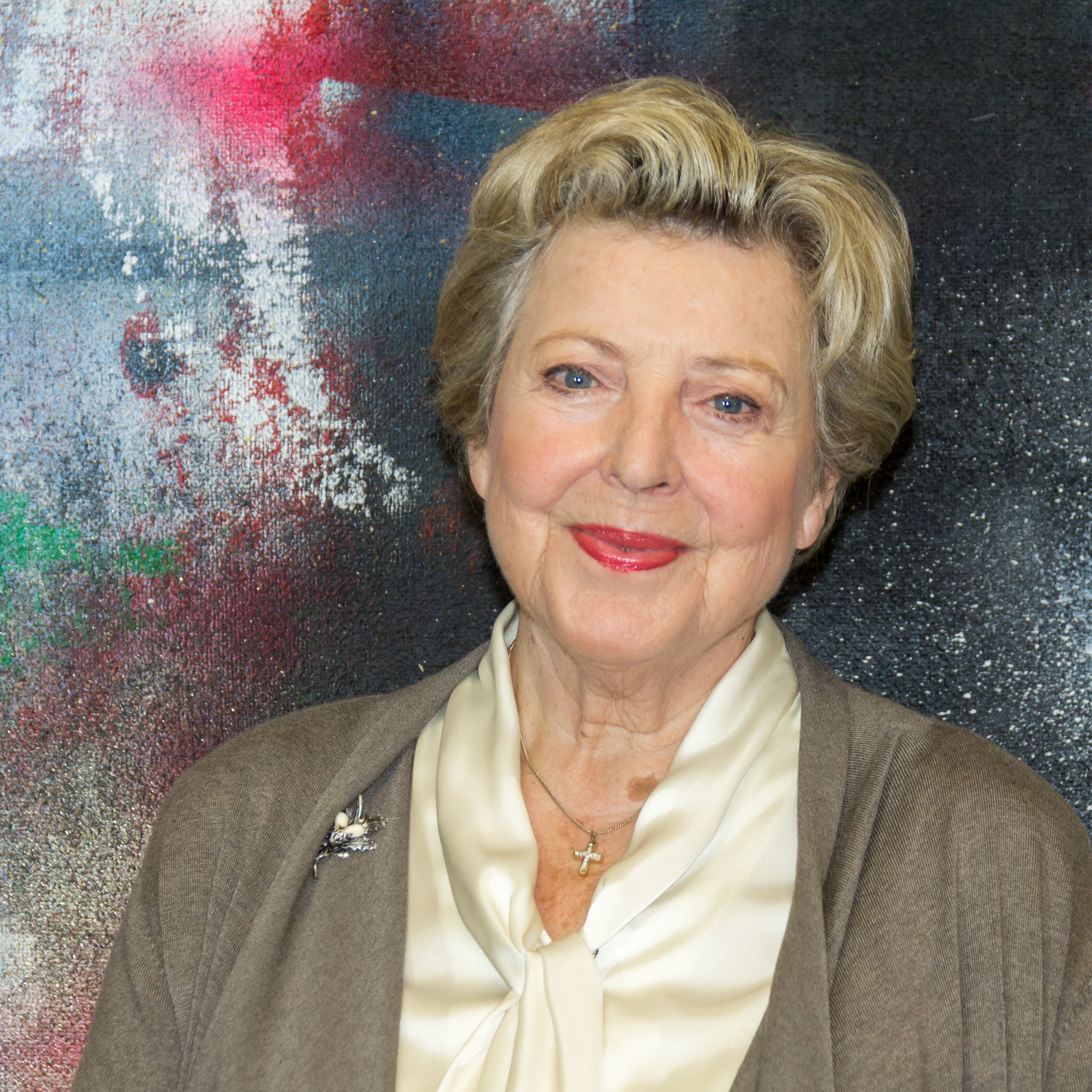
Marie-Luise Marjan, 2015

Marie-Luise Marjan (* 9. August 1940 als Marlies Wienkötter in Essen) ist eine deutsche Schauspielerin. Sie wurde vor allem durch die Rolle der Helga Beimer in der Fernsehserie Lindenstraße bekannt.

## Leben

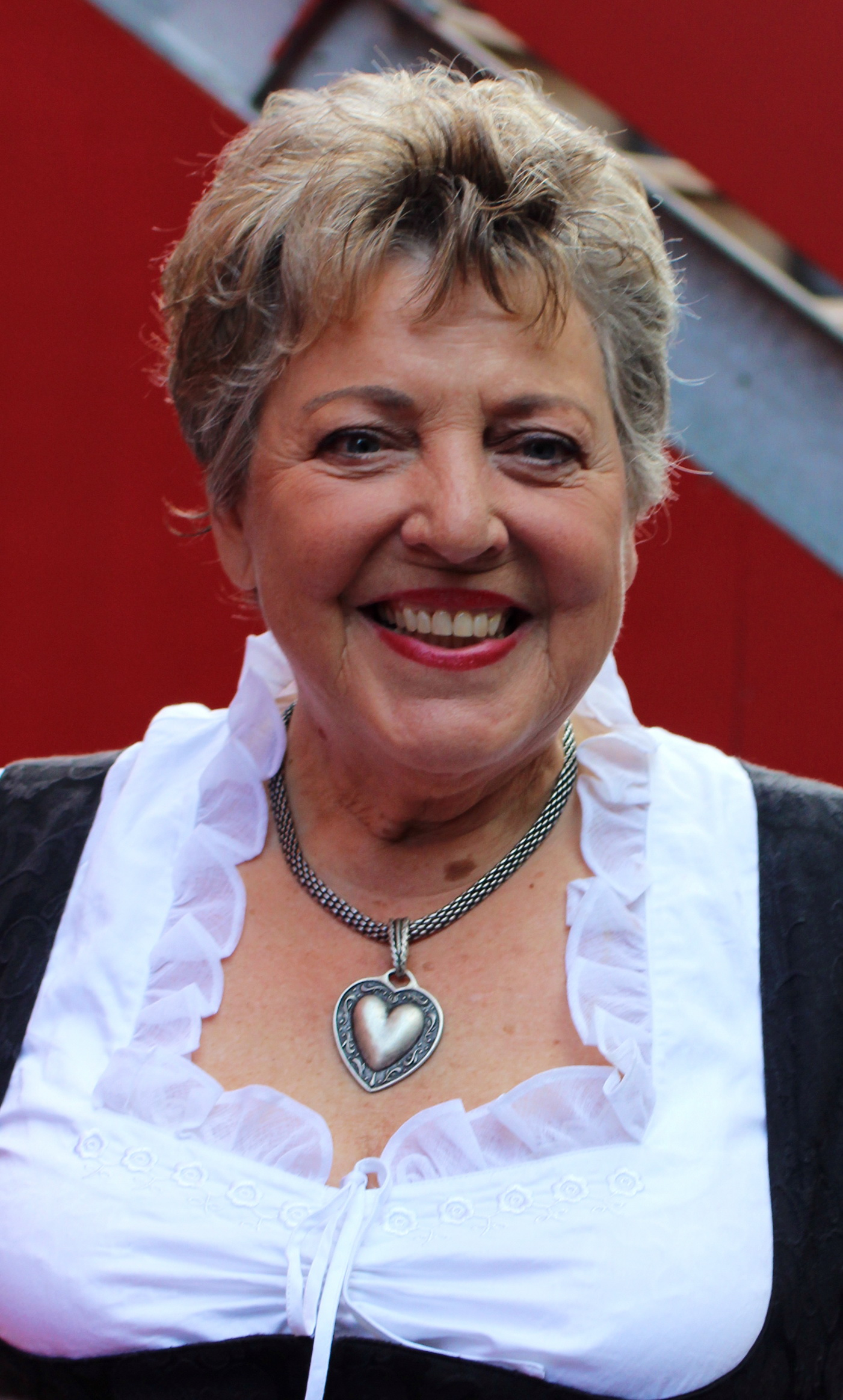
Marie-Luise Marjan (2012)

### Herkunft
Sie wurde 1940 als Marlies Wienkötter in Essen geboren und von ihrer leiblichen Mutter, der Gladbeckerin Hildegard Wienkötter (* 30. Oktober 1920; † 14. Mai 2004), nach ihrer Geburt in ein Waisenhaus gegeben. Im Alter von einem Jahr kam sie nach Hattingen zu Pflegeeltern, dem Ehepaar Hanni und Emil Lause. Am 4. August 1947 wurde sie von ihren Pflegeeltern adoptiert. Die leibliche Mutter wanderte 1956 nach Kanada aus. Sie hat einen fünf Jahre jüngeren Halbbruder, der im Allgäu lebt. Von seiner Existenz erfuhr sie allerdings erst im Alter von 67 Jahren im Zuge von Recherchen für die ARD-Dokumentationsreihe Das Geheimnis meiner Familie. Der Name Marie-Luise Marjan ist ein Künstlername, der auch in ihrem Pass eingetragen ist.

### Karriere
Sie wuchs in Hattingen auf und besuchte das dortige Mädchengymnasium, an dem sie schon früh bei Schulaufführungen ihr schauspielerisches Talent unter Beweis stellte. Nach dem Gymnasium absolvierte sie von 1958 bis 1960 die Hochschule für Musik und Theater Hamburg bei Eduard Marks. Von 1960 bis 1982 war sie durchgehend an großen Schauspielhäusern engagiert: Komödie Basel, 1961 bis 1965 Badisches Staatstheater Karlsruhe, 1965 bis 1967 Bühnen der Stadt Bonn, 1967 bis 1979 Schauspielhaus Bochum, 1979 Freie Volksbühne Berlin und 1982 bis 1983 Thalia Theater Hamburg. Zudem absolvierte sie Lee-Strasberg-Seminare in Hollywood, Paris und Hamburg.
In den beiden Animationsfilmen Shrek 2 und Shrek 3 sprach Marjan die Königin Lillian (im Original Julie Andrews). 1995 nahm sie die LP Was mir am Herzen liegt auf.

#### Ihre Rolle als Helga Beimer
Von Beginn der Fernsehserie Lindenstraße im Dezember 1985 bis zu ihrer Einstellung im März 2020 spielte Marjan die Rolle der Helga Beimer. Sie sagte im Jahr 2015 darüber: „Was ich interessant an Helga Beimer finde, ist ihre Mütterlichkeit, ihr Humor, ihre Durchsetzungskraft. Es macht mir immer wieder Spaß, diese Rolle zu verkörpern. Ihre Entwicklung in 30 Jahren der TV-Serie Lindenstraße bietet viele schauspielerische Facetten. Vom Hausmütterchen über die Selbständigkeit nach der TV-Scheidung zur Reisekauffrau mit eigenem Reisebüro bis zur taffen Rentnerin und Oma. Es ist ein Privileg dieser Serie, dass wir mit unseren Zuschauern älter werden dürfen.“

### Privates
Marjan lebte jahrzehntelang in Köln. Im März 2021 starb ihr Partner Bodo Bressler, mit dem sie fast vier Jahrzehnte lang liiert war. 2022 zog sie nach Hamburg, wo sie bereits seit Anfang der 1980er Jahre eine Wohnung besaß. 2023 zog sie zurück ins Rheinland nach Bonn-Bad Godesberg. Im Juni 2024 zog sich Marjan bei einem Sturz einen Oberschenkelhalsbruch zu.

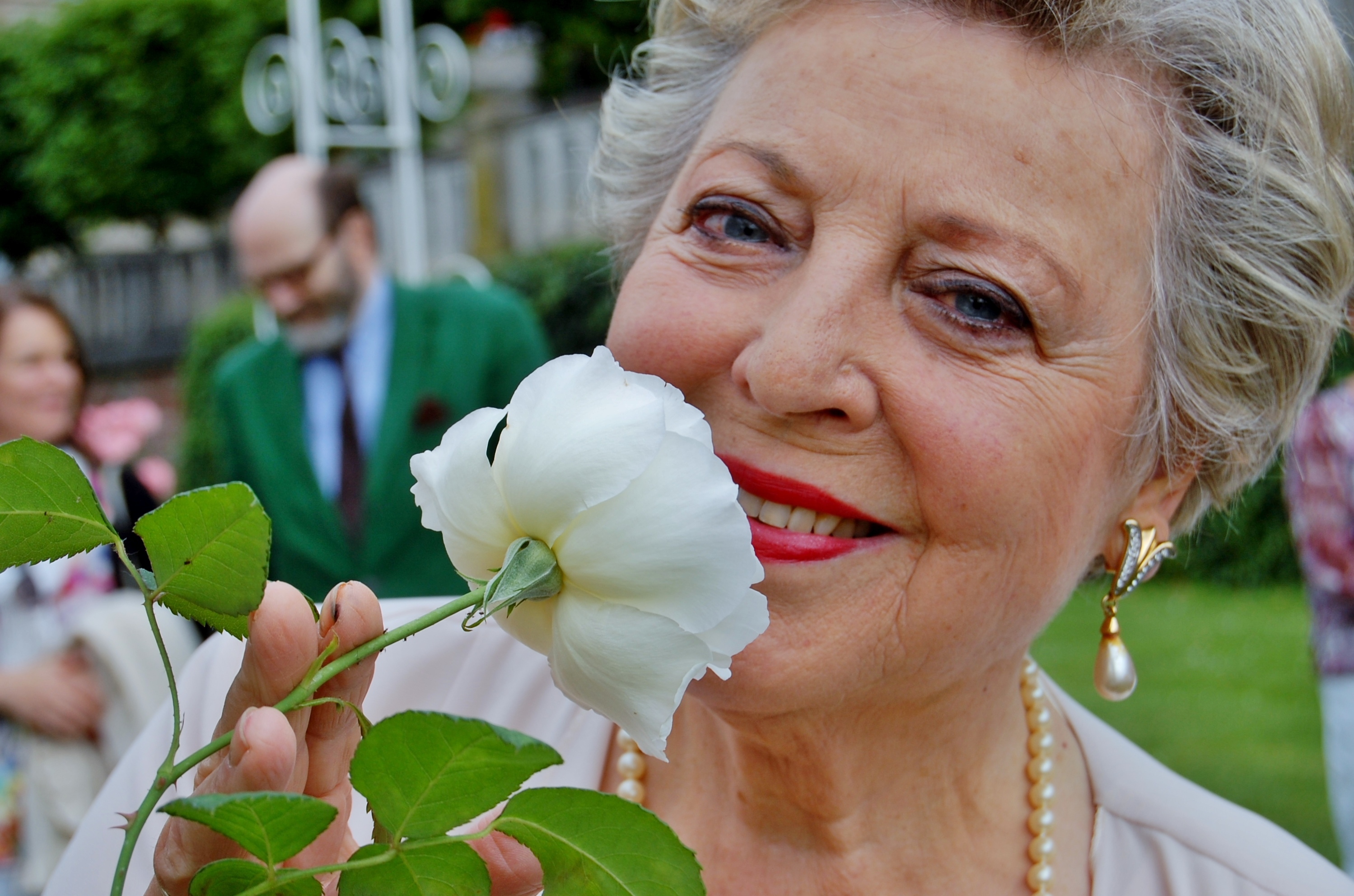
Marie-Luise Marjan schnuppert an einem Exemplar der 2010 nach ihr benannten Edelrose (2014)

## Engagement
Seit 1990 engagiert sich Marjan bei UNICEF und beim Kinderhilfswerk PLAN International. Mit PLAN International fördert sie fünf Patenkinder in Indien, Sri Lanka, Vietnam, Paraguay und Haiti. Sie ist Mitglied im Kuratorium von Plan International Deutschland. 2010 gründete sie die Marie-Luise-Marjan-Stiftung unter dem Dach von PLAN, deren Zweck darin besteht, weltweit Projekte zur Unterstützung bedürftiger Kinder, insbesondere benachteiligter Mädchen zu fördern.
Sie ist unter anderem Mitglied des Bürgerkomitees alternative Ehrenbürgerschaft, das in Köln die Alternative Kölner Ehrenbürgerschaft vergibt. Seit 2018 ist sie außerdem Märchen-Botschafterin der Stadt Hanau und der dortigen Brüder-Grimm-Festspiele.

## Filmografie (Auswahl)
- 1959: Untergang der Freiheit (Fernsehfilm, Regie: Hans Fahrenburg)
- 1972: Smog (Fernsehfilm, Regie: Wolfgang Petersen)
- 1974: Ein Herz und eine Seele (Fernsehserie, Regie: Joachim Preen; Nebenrolle als Frau Hennig in Folge 18 „Urlaubsvorbereitung“)
- 1974: Zündschnüre
- 1974: Tatort: Der Mann aus Zimmer 22
- 1975: Palermo oder Wolfsburg (Film, Regie: Werner Schroeter)
- 1975: Tatort: Treffpunkt Friedhof
- 1977: Tatort: Drei Schlingen
- 1977:  Die Vorstadtkrokodile (Fernsehfilm, Regie: Wolfgang Becker)
- 1979: Berlin Alexanderplatz (Film, Regie: Rainer Werner Fassbinder)
- 1979: Johannes (Fernsehserie, Regie: Ilse Hofmann, Hajo Gies) 6 Folgen ARD
- 1980: Mosch-Winter in Wuppertal
- 1980: Tour de Ruhr (Fernsehserie, Regie: Reinhard Schwabenitzky) 6 Folgen ARD
- 1981: Tag der Idioten (Film, Regie: Werner Schroeter)
- 1982: Neues aus Uhlenbusch (Fernsehserie), Folge 33, als Mutter in Folge "Sarah gibt nicht auf"
- 1982: Christian und Christiane (Fernsehserie, als Lieselotte Brunner) 14 Folgen
- 1983: Das Traumschiff: Rio (Fernsehreihe, Regie: Alfred Vohrer)
- 1984: Die Schwarzwaldklinik (Fernsehserie, Regie: Alfred Vohrer)
- 1984: Eigener Herd ist Goldes wert (Fernsehserie, ARD vor 8)
- 1985: Backfischliebe (Literaturverfilmung)
- 1985–2020: Helga Beimer in der TV-Serie Lindenstraße (1056 Folgen) (Produzent: Hans W. Geißendörfer)
- 1988: Geschichten aus der Heimat (Fernsehserie) Episode: Die neuen Nachbarn
- 1992: Glückliche Reise – Australien (Fernsehreihe, Regie: Hermann Leitner)
- 1994: Immer wenn sie Krimis liest! (Fernsehfilm) RTL
- 1994–1998: Kein Rezept für die Liebe (TV-Reihe, Regie: Dieter Kehler) 12 Folgen ZDF
- 1995: Entführung aus der Lindenstraße (Fernsehfilm) ARD
- 2000: Marie-Luise Marjan-Special (Geburtstagsgeschichten, Regie: Patrick Winczewski) ARD
- 2004: Shrek 2 – Der tollkühne Held kehrt zurück – Königin Lillian (Stimme)
- 2005: Dem Himmel sei Dank (Fernsehfilm, Regie: Dagmar Damek, Hauptrolle: Pastorin Carla Bergmann) ARD
- 2006: In aller Freundschaft (Fernsehserie, Folge 316: Reine Nervensache)
- 2007: Shrek der Dritte – Königin Lillian (Stimme)
- 2008: Das Geheimnis meiner Familie (Dokumentation)
- 2009: Dokumentation über Marjans Karriere in Die Besten im Westen
- 2010: Für immer Shrek – Königin Lillian (Stimme)
- 2018: Rote Rosen (Fernsehserie)
- 2019: Kroymann (Satiresendung, 1 Folge)
- 2023: Inga Lindström – Hanna und das gute Leben (Fernsehreihe)
- 2023: SOKO Stuttgart (Fernsehserie, Folge Die Nachtwache)

## Buchveröffentlichungen
- Marie-Luise Marjan: Mein Lieblingskochbuch. Frisch vom Markt. Compact-Verlag, München [ca. 1992], ISBN 3-8174-3632-7.
- Marie-Luise Marjan: Was mein Herz bewegt. Ullstein, Berlin 1998, ISBN 3-550-08260-6.
- Marie-Luise Marjan mit Hans Dieter Schreeb: „Denk jetzt nicht, du kannst schon alles …“ Autobiografie. vgs, Köln 2000, ISBN 3-8025-2713-5.
- Marie-Luise Marjan (Hrsg.): Freundschaften, Anthologie mit Kurzgeschichten von Reinhard Mey, Ulrich Pleitgen, Norbert Blüm u. v. a., Hoffmann und Campe, 2004, ISBN 3-455-05141-3.
- Marie-Luise Marjan mit Sylvia Gredig: Ganz unerwartet anders. Ich suchte meinen Vater und fand eine Großfamilie. Ehrenwirth, Bergisch Gladbach 2015, ISBN 978-3-431-03941-2.

## Auszeichnungen und Ehrungen

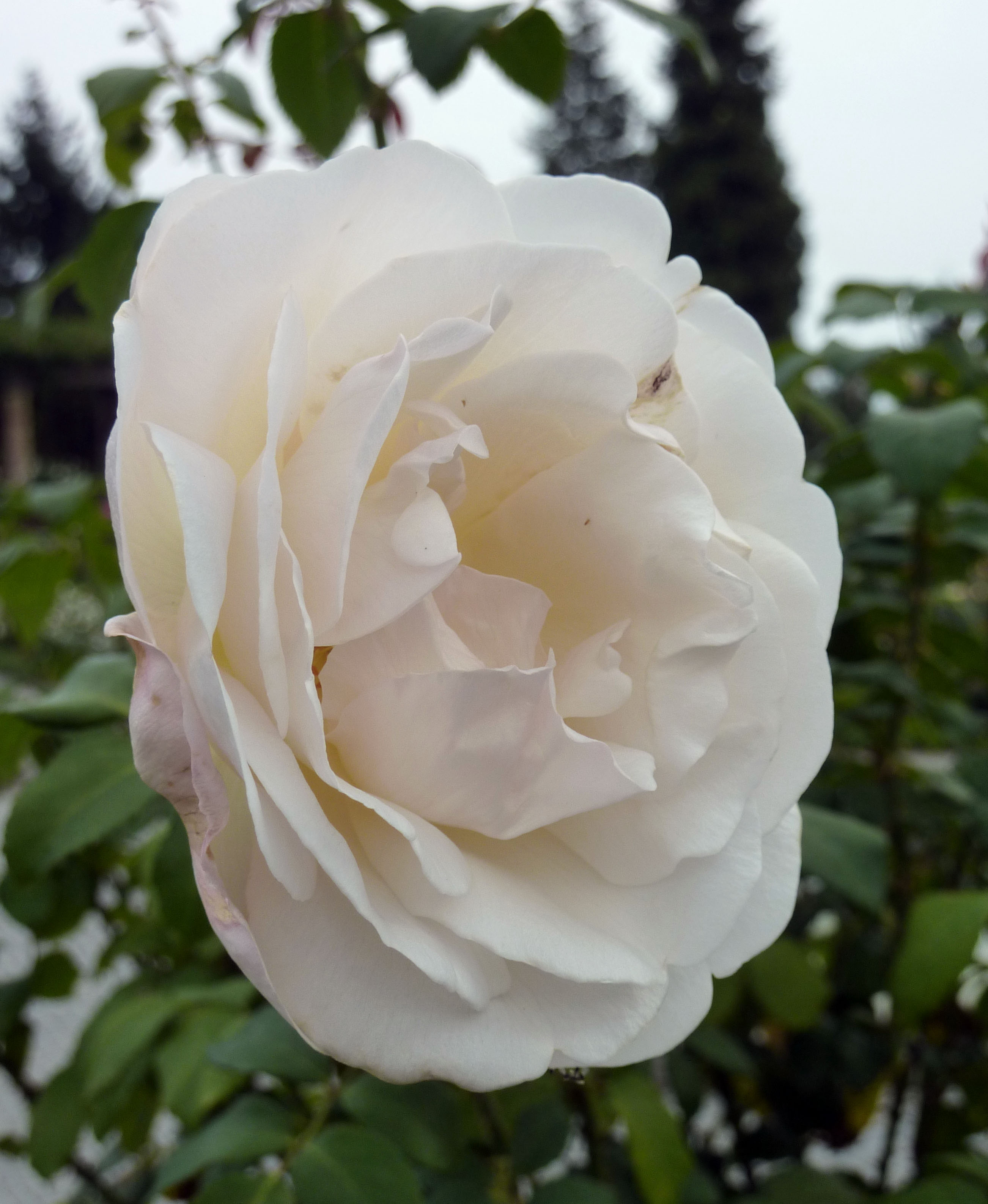
Rose des Züchters W. Kordes’ Söhne, benannt nach Marie-Luise Marjan

- 1989: Bambi für ihre Rolle als Helga Beimer in der Serie Lindenstraße
- 1994: Telestar, für ihre Rollen als Helga Beimer und Lisa Kern (Kein Rezept für die Liebe)
- 1998: Bundesverdienstkreuz 1. Klasse
- 2004: Pfälzer Saumagenorden der Karneval- und Tanzsport-Gesellschaft Schlotte e. V. Schifferstadt
- 2010: Großes Bundesverdienstkreuz des Verdienstordens der Bundesrepublik Deutschland.[10]
- 2010: Die von einer Holsteiner Großgärtnerei 1999 gezüchtete Edelrose wurde anlässlich ihres 70. Geburtstags, ihres 50-jährigen Bühnenjubiläums und des 25-jährigen Jubiläums der Fernsehserie Lindenstraße nach Marie-Luise Marjan benannt.
- 2014: Verdienstorden des Landes Nordrhein-Westfalen[11]
- 2022: Ordenskomtur des christlichen (ökumenischen) Sankt Lazarus Ordens